# Диаките, Ибрагим
Ибраги́м Диаките́ (англ. Ibrahim Diakité; род. 31 августа 2003, Компьень) — гвинейский футболист, защитник клуба «Серкль Брюгге» и сборной Гвинеи.

## Клубная карьера
Диаките — воспитанник клуба «Реймс». В 2021 году Ибрагим начал выступать за дублирующий состав. 22 декабря в матче против марсельского «Олимпика» он дебютировал в Лиге 1. В начале 2023 года Диаките на правах аренды перешёл в бельгийский «Эйпен». 14 января в матче против «Сент-Трюйдена» он дебютировал в Жюпиле лиге. По окончании аренды игрок вернулся в «Реймс».

## Международная карьера
27 сентября 2022 года в товарищеском матче против сборной Кот-д’Ивуара Диаките дебютировал за сборную Гвинеи.